# Turysta Zagłębia Miedziowego

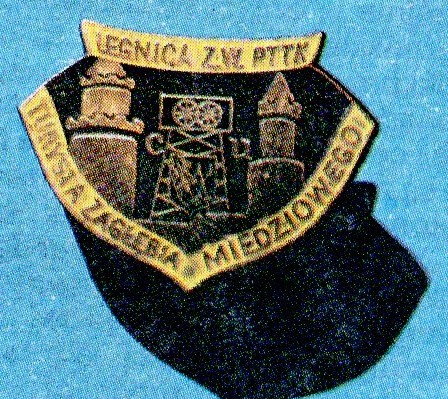
Wygląd odznaki srebrnej.

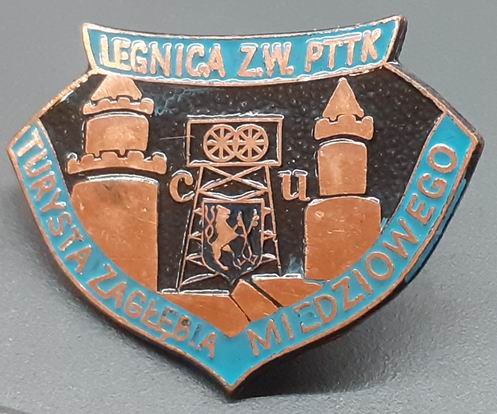
Wygląd odznaki brązowej.

Turysta Zagłębia Miedziowego – regionalna odznaka turystyczna ustanowiona przez zarząd wojewódzki PTTK w Legnicy i zatwierdzona przez Prezydium Zarządu Głównego PTTK.

## Cel i charakterystyka
Odznaka ma na celu popularyzację Zagłębia Miedziowego poprzez poznanie jego walorów krajoznawczych i historycznych oraz osiągnięć gospodarczych i kulturalnych. Zdobywać ją może każdy, kto ukończył 10 lat. Wycieczki odbywać można pieszo, rowerem, kajakiem, motocyklem lub na nartach. Odznaka posiada trzy punktowane stopnie: na stopień brązowy (z niebieską emalią) – 75 punktów w ciągu roku, na srebrny (z żółtą emalią) – 150 punktów w ciągu dwóch lat, na stopień złoty (z białą emalią) – 250 punktów w ciągu trzech lat. Nie jest możliwe wliczanie punktów z miejsca zamieszkania. W ciągu roku można zdobyć tylko jeden stopień. Odznaka przedstawia fragmenty zamku w Legnicy, herb Legnicy i szyb kopalni miedzi z literami Cu. Punktowanie nie jest równoważne i tak przyznaje się:
- 20 punktów za zwiedzenie Legnicy,
- 15 punktów za zwiedzenie Głogowa, Lubina, Złotoryi, Jawora,
- 10 punktów za zwiedzenie Chojnowa, Legnickiego Pola, Wąwozu Myśliborskiego,
- 5 punktów za zwiedzenie Chocianowa, Wilczej Góry, Dalkowskich Jarów, Grodźca, Ostrzycy Proboszczowickiej, Polkowic, Prochowic, Rokitnicy, Ścinawy, Lasów Chocianowskich, doliny Odry, doliny Czarnej Wody, Przemkowa, Szklar, Kurowa, Grodowca, zalewu Słup, Warmątowic, Uroczyska Obiszów, Stawów Przemkowskich,
- 1 punkt za pozostałe miejscowości[2].